# Cora Wilson Stewart
Cora Wilson Stewart (17 gennaio 1875 – 2 dicembre 1958) è stata un'educatrice e riformatrice sociale progressista statunitense, ben nota per il suo lavoro volto ad eliminare l'analfabetismo degli adulti. Nel 1911 fu la prima donna ad essere eletta alla carica di presidente della Kentucky Education Association. Aprì la Moonlight School, prima nella Contea di Rowan, Kentucky e poi in tutti gli Stati Uniti, per istruire gli adulti analfabeti di notte nelle scuole dove i bambini studiavano durante il giorno.

## Biografia

### Famiglia, primi anni di vita e istruzione
Cora Wilson, figlia di un medico e di un'insegnante, nacque il 17 gennaio 1875. I suoi genitori Dr. Jeremiah e Annie Eliza (Hally) Wilson erano contadini residenti nella Contea di Rowan, Kentucky. Conseguì le sue credenziali di insegnamento presso la Morehead Normal School (in seguito Morehead State University) e l'Università del Kentucky. Iniziò ad insegnare nel 1895 all'età di 20 anni.
Cora Wilson sposò Ulysses Grant Carey nel 1895 e la coppia divorziò nel 1898 senza figli. Nel 1902 sposò Alexander Thomas Stewart, figlio di William G. ed Elizabeth (Patton) Stewart. La coppia divorziò nel 1904 ma si risposò tre mesi dopo. Nel 1907 ebbero il loro unico figlio, William Holley Stewart che morì nel 1908. Cora e Alexander divorziarono l'8 giugno 1910.

### Moonlight Schools

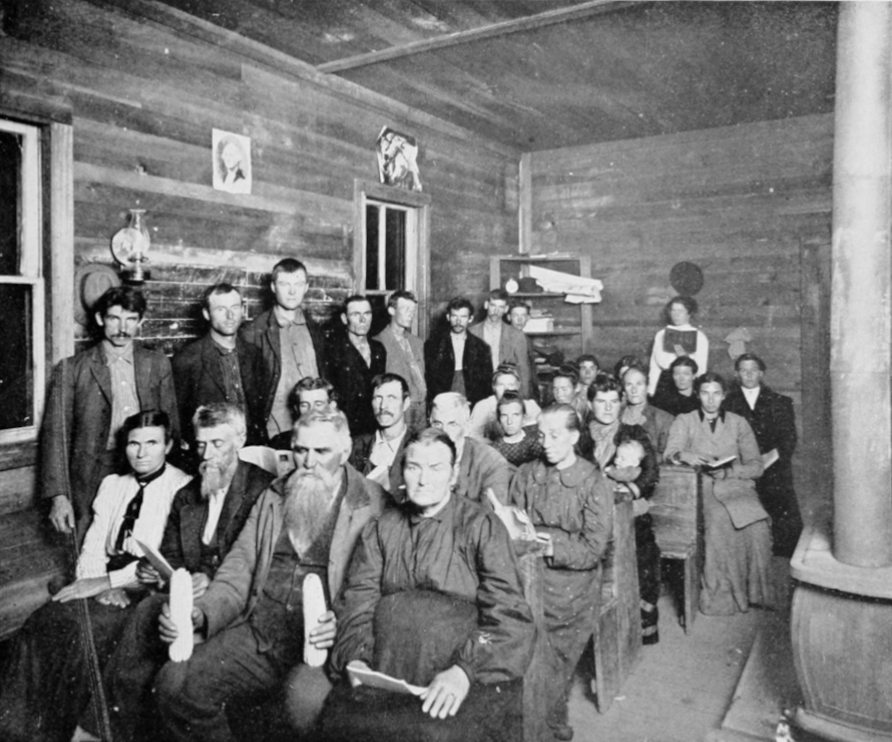
Una Moonlight School, c.ca 1916

Nel 1911 la Stewart aprì la Moonlight School nella Contea di Rowan, per educare gli adulti analfabeti del Kentucky di notte nelle scuole dove i bambini studiavano durante il giorno. Nel 1914 lo stato creò una commissione per estendere le moonlight schools a tutte le contee. Nei due anni seguenti, a 40.000 Kentuckiani fu insegnato a leggere e scrivere. Programmi simili furono avviati in 18 stati.